# Poprocks & Coke
«Poprocks & Coke» es una canción de la banda estadounidense de rock-punk, Green Day incluida en su álbum recopilatorio International Superhits!. Fue una de las dos canciones nuevas incluidas en dicho álbum. 
Fue escrita por Billie Joe Armstrong.

## Video musical
Este vídeo fue el único grabado por la banda para su álbum compilatorio. A diferencia de anteriores, éste solo muestra a la banda grabando la canción y participando en sesiones fotográficas.

## Listado de canciones
| Sencillo en CD Japón |                                             |          |  |
| N.º                  | Título                                      | Duración |  |
| 1.                   | «Poprocks & Coke»                           | 2:38     |  |
| 2.                   | «She» (Live In Tokyo (March 18th, 2001))    | 2:29     |  |
| 3.                   | «F.O.D.» (Live In Tokyo (March 18th, 2001)) | 3:08     |  |

| CD Promocional España |                     |          |  |
| N.º                   | Título              | Duración |  |
| 1.                    | «Poprocks & Coke»   | 2:38     |  |
| 2.                    | «Macy's Day Parade» | 3:33     |  |

| Acetato Promocional Estados Unidos |                   |          |  |
| N.º                                | Título            | Duración |  |
| 1.                                 | «Poprocks & Coke» | 2:38     |  |
| 2.                                 | «Maria»           | 2:47     |  |